# 拉姆普尔卡尔卡纳
拉姆普尔卡尔卡纳（Rampur Karkhana），是印度北方邦Deoria县的一个城镇。总人口9598（2001年）。

## 人口
该地2001年总人口9598人，其中男性4943人，女性4655人；0—6岁人口1794人，其中男898人，女896人；识字率50.44%，其中男性为57.70%，女性为42.73%。